# Anodonta anatina
L'Anodonta anatina è un mollusco bivalve ed equivalve. Questa specie viene chiamata comunemente in italiano anche vongolone.
Vive generalmente nei fiumi e dove l'acqua dolce è sufficientemente pulita. Può raggiungere dimensioni considerevoli rispetto ai comuni molluschi che vivono nei mari come le cozze (8-15 cm di lunghezza per 5-6 cm di larghezza).
La sua distribuzione è principalmente europea, dalla penisola iberica fino alla Scandinavia, ma si estende fino alla regione siberiana.